# Leadbelly
Leadbelly (nebo také Lead Belly), vlastním jménem Huddie William Ledbetter (29. ledna 1888, Mooringsport, Louisiana, USA – 6. prosince 1949, New York, USA), byl americký folkový muzikant, významný díky svým silným vokálům, virtuozitou hry na dvanáctistrunnou kytaru a sborníkem folkových písní, který sepsal.
I když hrál hlavně na dvanáctistrunnou kytaru, uměl také hrát na piano, mandolínu, violu, foukací harmoniku a akordeon. V některých nahrávkách (v jedné ze svých verzí folkové balady „John Hardy“) hraje místo na kytaru na akordeon. V dalších nahrávkách jen zpívá a tleská do rytmu. Témata jeho hudby pokryla široké spektrum námětů. Například náboženské písně, bluesové písně o ženách, alkoholu a rasismu a folkové písně o kovbojích, vězení a tanci. Psal také písně o známých lidech té doby, jako byli Franklin Delano Roosevelt, Adolf Hitler, Jean Harlow a Howard Hughes.
Jeho blues Where did you sleep last night zaznělo jako poslední píseň Nirvany na jejich Unplugged in New York.